# 臨時災害放送局
臨時災害放送局（りんじさいがいほうそうきょく）とは、放送法第8条に規定する「臨時かつ一時の目的（総務省令で定めるものに限る。）のための放送」（臨時目的放送）のうち、放送法施行規則第7条第2項第2号に規定する「暴風、豪雨、洪水、地震、大規模な火事その他による災害が発生した場合に、その被害を軽減するために役立つこと」を目的とする放送を行う基幹放送局である。「臨時災害放送局」の語は、電波法関係審査基準（平成13年1月6日総務省訓令第67号）による。しばしば、臨災局と略される。

## 概要
1995年（平成7年）1月に発生した阪神・淡路大震災の際に、兵庫県から「災害情報の専用の放送局を開設したい」という要望があり、2月に放送法施行規則第7条第2項に規定する臨時目的放送の目的がイベント放送局のみであったものに追加される形で創設された。地震、火山の噴火、風水害及び雪害によって甚大な被害が発生した場合に開設され、被災した地域に各種情報（地方公共団体からの災害関連情報、避難場所、救援物資、仮設住宅、ライフライン復旧状況など）を提供する。

### 免許
超短波放送（FM放送）によるものとされる。中波放送（AM放送）については、電波伝搬が広域にわたり周辺諸国との調整も要することもあって制度化されていない。阪神・淡路大震災時の際には、兵庫県が免許人となったが、以後は「市町村（広域連合を含む。）が免許人となり、被災地域を対象に必要最小の空中線電力で、被災者の日常生活が安定するまでを免許期間とする」とされた。
臨機の措置として、口頭による申請で、即座に無線局免許状が交付される。ただし、コミュニティ放送局（CFM）がある市町村に関しては、基本的にその設備を使って実施されるため、コミュニティ放送を休止し、臨時に中継局の開局や空中線電力の増力を申請することになる。
空中線電力は、原則としてコミュニティ放送局は20W以下であるが、臨時災害放送局は100W以下である。これは書類申請を免除するものではなく、後日速やかに申請書を提出しなければならない。地上基幹放送局であるので、第二級陸上無線技術士以上の無線従事者も必須である。
本来、地上基幹放送局の無線局免許状は、まず予備免許を取得し落成検査に合格して付与されるもので、これらが免除されたわけではないので、落成検査は後日実施される。
但し、被災状況によっては落成検査を実施する前に臨時災害放送局を廃止し、結果として落成検査が行われないこともある。電波法関係手数料令第2条および第3条に規定する免許申請や落成検査の手数料については、電波法第103条第2項に該当すると認められれば免除される。
呼出符号はイベント放送局と同様に、JOYZ＃＊-FMまたはJOYZ＃＊＊-FM、＃は管轄する総合通信局（沖縄総合通信事務所を含む）を表す1数字、＊または＊＊は免許の交付順に1または2英字。無線局免許状の有効期間は、電波法施行規則第7条第1号に「当該放送の目的を達成するために必要な期間」とされ、一概にはいえない。電波法第13条第1項の5年間を超えることはできないが、これは再免許を妨げるものでもない。
送信機は、総合通信局や既存の放送事業者や災害対策を支援する団体などが保有する。地方公共団体が保有することも否定されないが、日常的に、つまり災害が発生していない時に使用することはできず、イベント時のイベント放送局や防災訓練時に実験試験局として開設することしかできない。
関東地方（特に東京都区部とその周辺）に関してはコミュニティ放送局などの乱立により、FM放送の周波数が逼迫していることから、総務省関東総合通信局はBSデジタル放送への一本化に伴い、2018年9月に廃局し、未使用状態となっていた放送大学のFM放送跡地（77.1MHz・78.8MHz）を臨時災害放送局の専用周波数に転用することを2022年7月に発表した。

### 運用
運営費その他の費用は、開設した市町村の負担とされる。総合通信局の送信機は無償貸与するものとされる。電波利用料は、地方公共団体等が免許人となるので、電波法第103条の2第14項により免除される。
災害による大被害の最中に市町村が人員を割く余裕はなく、上級無線従事者を含め放送事業を知悉した人物を確保していることも稀であり、コミュニティ放送局が無い市町村では既存の県域放送やコミュニティ放送の事業者、その他支援団体などの民間団体に業務委託する形で実施する。
運用時間は、コミュニティ放送局と同様に連続して放送する義務はない。臨時災害放送局は放送法第108条にいう「被害を軽減するために役立つ放送」をするものであるが、放送事項は市町村や関連機関からの伝達事項ばかりでなく、精神的な被害を軽減する音楽やお笑いなどの軽い娯楽なども容認される。
CMについては、従来、免許人が自治体であることからできないと認識されてきた。しかし、2011年（平成23年）の東日本大震災の際、登米災害FMを運営していたはっとエフエムから東北総合通信局への問い合わせをきっかけとして、法制度上、臨時災害放送局にCMの放送を禁止する規定はなく、禁止と自粛が混同され整理されていなかったことがわかり、総務省からすぐに「CM放送は制度上禁止されていない」「CM実施については、被災地である現地の状況、予想されるリスナーの反応等を十分勘案し免許主体である市町村において判断していただく」旨が関係局と自治体に通知された。ただ、市町村による放送であるので公平性を欠かないことが望まれる。なお、コミュニティ放送局が臨時災害放送局を開設する場合、コミュニティ放送局と臨時災害放送局は免許人が異なるため、コミュニティ放送局が契約したCMを臨時災害放送局が放送することはできない。

### 定期検査[† 5]
落成検査と同様に臨時災害放送局であることで免除されるものではなく、電波法施行規則第41条の4の親局は1年、中継局には5年の規定が適用され、電波法関係手数料令第19条においても手数料の減免措置はない。ただし、最初の定期検査は、電波法施行規則第41条の3の規定により総務大臣又は総合通信局長から時期を指定されて初めて行われる。

## 事例
2019年（令和元年）11月までに、のべ54局が開局した。
BSN川口ラジオ中継局とIBC山田災害臨時ラジオは臨時災害放送局ではないが、便宜的に表に加えてある。
| 災害名 （発生日）                                                   | 呼出名称 （呼出符号）                               | 運用期間                                               | 演奏所 | 備考 |
| ------------------------------------------------------------------- | --------------------------------------------------- | ------------------------------------------------------ | --- | --- |
| 阪神・淡路大震災 （1995年（平成7年）1月17日）                       | ひょうごけんさいがい エフエムほうそう （JOAZ-FM）   | 1995年（平成7年）2月15日 - 3月31日                     | 兵庫県神戸市 県庁2号館（北緯34度41分30.8秒 東経135度11分1.6秒 / 北緯34.691889度 東経135.183778度）                                                                                | 愛称は「FM796 フェニックス」 出力300W |
| 有珠山噴火 （2000年（平成12年）3月31日）                            | あぶたちょうさいがい エフエムほうそう （JOYZ1M-FM） | 2000年（平成12年）5月7日 - 2001年（平成13年）3月31日   | 北海道虻田町 あぶたふれ合いセンター（北緯42度33分4.5秒 東経140度45分36.3秒 / 北緯42.551250度 東経140.760083度）                                                                   | 愛称は「FMレイクトピア」 出力100W |
| 新潟県中越地震 （2004年（平成16年）10月23日）                       | ながおかさいがい エフエム （JOYZ4M-FM）             | 2004年（平成16年）10月27日 - 2005年（平成17年）1月26日 | 新潟県長岡市 FMながおか（北緯37度26分43.6秒 東経138度51分25.8秒 / 北緯37.445444度 東経138.857167度）                                                                              | 既存cFM局（JOZZ4AH-FM）の出力を20Wから50Wに増力 |
| 新潟県中越地震 （2004年（平成16年）10月23日）                       | ながおかさいがい エフエム （JOYZ4M-FM）             | 2004年（平成16年）10月27日 - 2005年（平成17年）1月26日 | 新潟県小千谷市 小千谷市役所（北緯37度18分51.6秒 東経138度47分42.3秒 / 北緯37.314333度 東経138.795083度）                                                                          | 既存cFM局（JOZZ4AH-FM）の出力を20Wから50Wに増力 |
| 新潟県中越地震 （2004年（平成16年）10月23日）                       | 十日町市臨時災害 対策用FM放送局 （JOYZ4N-FM）       | 2004年（平成16年）10月28日 - 2005年（平成17年）1月31日 | 新潟県十日町市 十日町市役所（北緯37度7分39.3秒 東経138度45分20.5秒 / 北緯37.127583度 東経138.755694度）                                                                           | 出力10W エフエム雪国（cFM局）が協力 |
| 新潟県中越地震 （2004年（平成16年）10月23日）                       | BSN 川口ラジオ中継局                                | 2004年（平成16年）10月28日 - 12月31日                  | 新潟県川口町 BSN新潟放送（北緯37度16分16秒 東経138度50分22.2秒 / 北緯37.27111度 東経138.839500度）                                                                                | 県域放送AM局が、聴取困難な被災地においてAM中継局を新設 |
| 新潟県中越沖地震 （2007年（平成19年）7月16日）                      | 柏崎市災害エフエム（JOYZ4O-FM）                     | 2007年（平成19年）7月25日 - 8月25日                    | 新潟県柏崎市 FMピッカラ（北緯37度29分59.3秒 東経138度44分0.9秒 / 北緯37.499806度 東経138.733583度）                                                                               | 柏崎市が、既存cFM局（JOZZ4AC-FM）の中継局（出力10W）を長岡市に設置 |
| 平成23年豪雪 （2010年（平成22年）12月 - 2011年（平成23年）2月）     | よこてさいがい エフエム （JOYZ2M-FM）               | 2011年（平成23年）1月27日 - 2月28日                    | 秋田県横手市 横手コミュニティFM放送（よこての賑わい創出プロジェクト）（北緯39度18分41.95秒 東経140度33分43.26秒 / 北緯39.3116528度 東経140.5620167度）                            | イベントFMとして3か月間開局した、4月開局予定で準備中のcFM局が出力20Wで放送 豪雪収束により放送を休止したが、震災発生により放送再開 閉局後、横手コミュニティFM放送（cFM局）開局 |
| 東日本大震災 （2011年（平成23年）3月11日）                          | よこてさいがい エフエム （JOYZ2M-FM）               | 2011年（平成23年）3月12日 - 3月30日                    | 秋田県横手市 横手コミュニティFM放送（よこての賑わい創出プロジェクト）（北緯39度18分41.95秒 東経140度33分43.26秒 / 北緯39.3116528度 東経140.5620167度）                            | イベントFMとして3か月間開局した、4月開局予定で準備中のcFM局が出力20Wで放送 豪雪収束により放送を休止したが、震災発生により放送再開 閉局後、横手コミュニティFM放送（cFM局）開局 |
| 東日本大震災 （2011年（平成23年）3月11日）                          | はなまきさいがい エフエム （JOYZ2O-FM）             | 2011年（平成23年）3月11日 - 4月3日                     | 岩手県花巻市 FM One（北緯39度23分30.7秒 東経141度6分41.3秒 / 北緯39.391861度 東経141.111472度）                                                                                   | 既存cFM局（JOZZ2BA-FM）の出力を20Wから100Wに増力 |
| 東日本大震災 （2011年（平成23年）3月11日）                          | おうしゅうさいがい エフエム （JOYZ2N-FM）           | 2011年（平成23年）3月12日 - 29日                       | 岩手県奥州市 oshu-fm（北緯39度8分41.5秒 東経141度9分15.1秒 / 北緯39.144861度 東経141.154194度）                                                                                   | 既存cFM局（JOZZ2AX-FM）の出力を20Wから150Wに増力 |
| 東日本大震災 （2011年（平成23年）3月11日）                          | かしまさいがい エフエム （JOYZ3M-FM）               | 2011年（平成23年）3月13日 - 6月1日                     | 茨城県鹿嶋市 FMかしま（北緯35度57分58.94秒 東経140度38分45.63秒 / 北緯35.9663722度 東経140.6460083度）                                                                            | 既存cFM局（JOZZ3BD-FM）の出力を20Wから50Wに増力 |
| 東日本大震災 （2011年（平成23年）3月11日）                          | つくばさいがい エフエム （JOYZ3N-FM）               | 2011年（平成23年）3月14日 - 4月15日                    | 茨城県つくば市 ラヂオつくば（北緯36度5分24.45秒 東経140度6分36.1秒 / 北緯36.0901250度 東経140.110028度）                                                                          | 既存cFM局（JOZZ3BO-FM）の出力を10Wから80Wに増力 |
| 東日本大震災 （2011年（平成23年）3月11日）                          | おおさきさいがい エフエム （JOYZ2P-FM）             | 2011年（平成23年）3月15日 - 5月14日                    | 宮城県大崎市 旧・FM飛夢（北緯38度35分14.4秒 東経140度57分35.9秒 / 北緯38.587333度 東経140.959972度）                                                                              | cFM開局準備中の、閉局したミニFM局が出力50Wで放送閉局後、おおさきエフエム放送（cFM局）が開局 |
| 東日本大震災 （2011年（平成23年）3月11日）                          | とめさいがい エフエム （JOYZ2Q-FM）                 | 2011年（平成23年）3月16日 - 2013年（平成25年）3月15日  | 宮城県登米市 H@!FM（北緯38度41分14.2秒 東経141度11分49.9秒 / 北緯38.687278度 東経141.197194度）                                                                                   | 既存cFM局（JOZZ2AZ-FM）の出力を20Wから100Wに増力 |
| 東日本大震災 （2011年（平成23年）3月11日）                          | いしのまきさいがい エフエム （JOYZ2S-FM）           | 2011年（平成23年）3月16日 - 2015年（平成27年）3月25日  | 宮城県石巻市 石巻市役所（北緯38度26分3.5秒 東経141度18分9.6秒 / 北緯38.434306度 東経141.302667度）                                                                                | 既存cFM局（JOZZ2AG-FM）の出力を20Wから100Wに増力 震災でcFM演奏所は使用不可 |
| 東日本大震災 （2011年（平成23年）3月11日）                          | ふくしまさいがい エフエム （JOYZ2R-FM）             | 2011年（平成23年）3月16日 - 25日                       | 福島県福島市 FM POCO（北緯37度45分16.5秒 東経140度27分53.8秒 / 北緯37.754583度 東経140.464944度）                                                                                 | 既存cFM局（JOZZ2AC-FM）の出力を20Wから100Wに増力 |
| 東日本大震災 （2011年（平成23年）3月11日）                          | IBC山田災害 臨時ラジオ                              | 2011年（平成23年）3月17日 - 2015年（平成27年）3月28日  | 岩手県盛岡市 IBC岩手放送 | 県域放送AM局が、聴取困難な被災地において中継局をFM放送10Wで設置（北緯39度26分6.2秒 東経141度59分42.7秒 / 北緯39.435056度 東経141.995194度） 閉局後、IBCの通常の中継局として開局 |
| 東日本大震災 （2011年（平成23年）3月11日）                          | しおがまさいがい エフエム （JOYZ2T-FM）             | 2011年（平成23年）3月18日 - 2013年（平成25年）9月26日  | 宮城県塩竈市 塩竈市役所（北緯38度18分51.7秒 東経141度1分19.3秒 / 北緯38.314361度 東経141.022028度）                                                                               | 既存cFM局（JOZZ2AF-FM）が出力を10Wから100Wに増力 震災でcFM演奏所は使用不可 |
| 東日本大震災 （2011年（平成23年）3月11日）                          | みやこさいがい エフエム （JOYZ2U-FM）               | 2011年（平成23年）3月19日 - 2013年（平成25年）8月25日  | 岩手県宮古市 みやこコミュニティ放送研究会（北緯39度38分21.63秒 東経141度56分42.01秒 / 北緯39.6393417度 東経141.9450028度）                                                        | イベントFM開局計画だったみやこコミュニティ放送研究会が出力20Wで放送 閉局後、宮古エフエム放送（cFM局）が開局 |
| 東日本大震災 （2011年（平成23年）3月11日）                          | いわぬまさいがい エフエム （JOYZ2V-FM）             | 2011年（平成23年）3月20日 - 2014年（平成26年）3月31日  | 宮城県岩沼市 FMいわぬま（北緯38度7分18.2秒 東経140度50分42.1秒 / 北緯38.121722度 東経140.845028度）                                                                               | 既存cFM局（JOZZ2AJ-FM）の出力を20Wから100Wに増力 |
| 東日本大震災 （2011年（平成23年）3月11日）                          | いわぬまさいがい エフエム （JOYZ2V-FM）             | 2011年（平成23年）3月20日 - 2014年（平成26年）3月31日  | 宮城県岩沼市 岩沼市役所（北緯38度6分15.4秒 東経140度52分11.9秒 / 北緯38.104278度 東経140.869972度）                                                                               | 既存cFM局（JOZZ2AJ-FM）の出力を20Wから100Wに増力 |
| 東日本大震災 （2011年（平成23年）3月11日）                          | やまもとさいがい エフエム （JOYZ2W-FM）             | 2011年（平成23年）3月21日 - 2017年（平成29年）3月31日  | 宮城県山元町 山元町役場（北緯37度57分44.1秒 東経140度52分39.2秒 / 北緯37.962250度 東経140.877556度）                                                                              | 愛称は「りんごラジオ」、長岡移動電話システム（cFM局）が協力 出力30W |
| 東日本大震災 （2011年（平成23年）3月11日）                          | けせんぬまさいがい エフエム （JOYZ2X-FM）           | 2011年（平成23年）3月22日 - 2017年（平成29年）6月26日  | 宮城県気仙沼市 気仙沼・本吉広域防災センター（北緯38度52分50.9秒 東経141度34分28.9秒 / 北緯38.880806度 東経141.574694度）                                                          | 出力30W 気仙沼市長の要請により、登米コミュニティエフエム（cFM局）が協力 閉局後、ラヂオ気仙沼（cFM局）が開局 |
| 東日本大震災 （2011年（平成23年）3月11日）                          | わたりさいがい エフエム （JOYZ2Y-FM）               | 2011年（平成23年）3月24日 - 2016年（平成28年）3月24日  | 宮城県亘理町 亘理町役場（北緯38度2分15.9秒 東経140度51分9.2秒 / 北緯38.037750度 東経140.852556度）                                                                                | 愛称は「FMあおぞら」、長岡移動電話システム（cFM局）が協力 出力30W閉局後、エフエムわたり（cFM局）が開局（愛称は臨時災害放送局より継続） |
| 東日本大震災 （2011年（平成23年）3月11日）                          | おおふなとさいがい エフエム （JOYZ2Z-FM）           | 2011年（平成23年）3月28日 - 2013年（平成23年）3月30日  | 岩手県大船渡市 大船渡市役所（北緯39度4分54.84秒 東経141度42分30.77秒 / 北緯39.0819000度 東経141.7085472度）                                                                       | 出力30W 奥州エフエム放送が協力 2011年（平成23年）4月7日に陸前高田市向けに中継局を増設 中継局は同年12月9日廃止 閉局後、FMねまらいん（cFM局）が開局 |
| 東日本大震災 （2011年（平成23年）3月11日）                          | いわきさいがい エフエム （JOYZ2AA-FM）              | 2011年（平成23年）3月28日 - 5月27日                    | 福島県いわき市 SEA WAVE FMいわき | 既存cFM局（JOZZ2AE-FM）の中継局（北緯37度0分36.2秒 東経140度48分26.2秒 / 北緯37.010056度 東経140.807278度）を出力100Wで増設 |
| 東日本大震災 （2011年（平成23年）3月11日）                          | そうまさいがい エフエム （JOYZ2AB-FM）              | 2011年（平成23年）3月30日 - 2014年（平成26年）3月31日  | 福島県相馬市 相馬市役所（北緯37度47分47.92秒 東経140度55分10.64秒 / 北緯37.7966444度 東経140.9196222度）                                                                          | 出力30W |
| 東日本大震災 （2011年（平成23年）3月11日）                          | かまいしさいがい エフエム （JOYZ2AC-FM）            | 2011年（平成23年）4月7日 - 2017年（平成29年）3月31日   | 岩手県釜石市 FM岩手 釜石支局 （北緯39度16分23.8秒 東経141度52分17.2秒 / 北緯39.273278度 東経141.871444度）                                                                        | 県域放送FM局（エフエム岩手）の協力により、釜石市内の支局に演奏所を設置 設置当初は制作経験者有志、臨時職員とボランティアで運営 放送設備はエフエム東京が設営を支援 2014年（平成26年）4月よりFM岩手釜石支局が運営を受託 出力30W |
| 東日本大震災 （2011年（平成23年）3月11日）                          | すかがわさいがい エフエム （JOYZ2AD-FM）            | 2011年（平成23年）4月7日 - 8月7日                      | 福島県須賀川市 ホテルウイング インターナショナル 須賀川（北緯37度17分17.69秒 東経140度22分33.06秒 / 北緯37.2882472度 東経140.3758500度）                                          | 出力30W 閉局後、すかがわFM（cFM局）が開局 |
| 東日本大震災 （2011年（平成23年）3月11日）                          | なとりさいがい エフエム （JOYZ2AE-FM）              | 2011年（平成23年）4月7日 - 2015年（平成27年）2月28日   | 宮城県名取市 名取市役所（北緯38度10分17.4秒 東経140度53分30.66秒 / 北緯38.171500度 東経140.8918500度）                                                                            | 愛称は「なとらじ801」 出力50W 閉局後、エフエムなとり（cFM局）が開局（愛称は臨時災害放送局より継続） |
| 東日本大震災 （2011年（平成23年）3月11日）                          | みなみそうまさいがい エフエム （JOYZ2AF-FM）        | 2011年（平成23年）4月15日 - 2018年（平成30年）3月25日  | 福島県南相馬市 南相馬市役所（北緯37度38分31.91秒 東経140度57分26.05秒 / 北緯37.6421972度 東経140.9572361度）                                                                      | 愛称は「南相馬ひばりFM」 出力50W |
| 東日本大震災 （2011年（平成23年）3月11日）                          | おながわさいがい エフエム （JOYZ2AG-FM）            | 2011年（平成23年）4月21日 - 2016年（平成28年）3月29日  | 宮城県女川町女川小学校校庭内 （2012 - 15年までは、地域医療センター（旧・女川町立病院）駐車場内）（北緯38度26分58.42秒 東経141度26分32.74秒 / 北緯38.4495611度 東経141.4424278度） | 女川町出身の発起人の呼び掛けで、放送作家のトトロ大嶋。、ニコ生企画放送局ほか有志の協力により開局 10代から30代までの町内在住の被災者自身が運営。webやポッドキャスト、ツイッターで町内以外にも情報発信している。NHKで「がんばっぺラジオ」としてドキュメント番組が、またその内容を元とし、「ラジオ」としてテレビドラマ化も 出力20W 2012年（平成24年）4月1日、再免許 4月20日、スタジオ移転 7月1日、送信所移転 |
| 東日本大震災 （2011年（平成23年）3月11日）                          | けせんぬまもとよしさいがい エフエム （JOYZ2AH-FM）  | 2011年（平成23年）4月22日 - 2017年（平成29年）6月26日  | 宮城県気仙沼市 気仙沼市役所 本吉総合支所（北緯38度47分39.29秒 東経141度30分18.42秒 / 北緯38.7942472度 東経141.5051167度）                                                         | 出力20W |
| 東日本大震災 （2011年（平成23年）3月11日）                          | みなみさんりくさいがい エフエム （JOYZ2AI-FM）      | 2011年（平成23年）5月17日 - 2013年（平成25年）3月31日  | 宮城県南三陸町 ベイサイドアリーナ（北緯38度40分51.29秒 東経141度27分41.77秒 / 北緯38.6809139度 東経141.4616028度）                                                                | 出力30W ラジオ関西が機材を提供し、FMながおかが周波数を調査、アンテナを設置、流通科学大学の学生などが開局を支援 |
| 東日本大震災 （2011年（平成23年）3月11日）                          | みやこたろうさいがい エフエム （JOYZ2AJ-FM）        | 2011年（平成23年）5月31日 - 2014年（平成26年）3月31日  | 岩手県宮古市 グリーンピア 三陸みやこ（北緯39度47分31.78秒 東経141度58分18.27秒 / 北緯39.7921611度 東経141.9717417度）                                                             | 出力10W みやこさいがいエフエムの再送信 |
| 東日本大震災 （2011年（平成23年）3月11日）                          | たかはぎさいがい エフエム （JOYZ3O-FM）             | 2011年（平成23年）6月8日 - 2013年（平成25年）3月31日   | 茨城県高萩市 総合福祉センター（北緯36度43分10.22秒 東経140度42分59.83秒 / 北緯36.7195056度 東経140.7166194度）                                                                    | 出力20W 市川エフエム放送とFMながおか、茨城放送が協力 閉局後、同一周波数でたかはぎFM（cFM局）開局 |
| 東日本大震災 （2011年（平成23年）3月11日）                          | りくぜんたかたさいがい エフエム （JOYZ2AK-FM）      | 2011年（平成23年）12月10日 - 2018年（平成30年）3月16日 | 岩手県陸前高田市 陸前高田災害FM（北緯39度01分18.822秒 東経141度39分05.756秒 / 北緯39.02189500度 東経141.65159889度）                                                              | 出力20W NPO法人陸前高田市支援連絡協議会 Aid TAKATAが運営 2011年（平成23年）12月10日から2年の免許が付与 2012年（平成24年）3月18日、スタジオ移転 2013年（平成25年）12月10日から2015年（平成27年）3月31日まで再免許付与 |
| 東日本大震災 （2011年（平成23年）3月11日）                          | おおつちさいがい エフエム （JOYZ2AL-FM）            | 2012年（平成24年）3月28日 - 2016年（平成28年）3月18日  | 岩手県大槌町 シーサイドタウンマスト（北緯39度21分15.87秒 東経141度53分39.3秒 / 北緯39.3544083度 東経141.894250度）                                                                | 出力10W NPO法人まちづくりぐるっとおおつちが運営 |
| 東日本大震災 （2011年（平成23年）3月11日）                          | とみおかさいがい エフエム （JOYZ2AM-FM）            | 2012年（平成24年）3月11日 - 2018年（平成30年）3月30日  | 福島県郡山市 富岡町生活復興 支援センター（北緯37度24分58.04秒 東経140度22分12.22秒 / 北緯37.4161222度 東経140.3700611度）                                                         | 出力10W 愛称は「おだがいさまFM」で、富岡町社会福祉協議会が運営 前身は2011年（平成23年）5月27日に放送を開始したビッグパレットふくしま（郡山市）内のミニFM局 |
| 東日本大震災 （2011年（平成23年）3月11日）                          | とりでさいがい エフエム （JOYZ3P-FM）               | 2012年（平成24年）8月1日 - 2013年（平成25年）1月31日   | 茨城県取手市 取手市役所（北緯35度54分40.85秒 東経140度3分3.14秒 / 北緯35.9113472度 東経140.0508722度）                                                                            | 出力10W |
| 新燃岳噴火 （2011年（平成23年）1月19日）                            | たかはるさいがい エフエム （JOYZ0N-FM）             | 2011年（平成23年）4月1日 - 2012年（平成24年）3月31日   | 宮崎県高原町 高原町役場（北緯31度55分42.2秒 東経131度0分28.3秒 / 北緯31.928389度 東経131.007861度）                                                                               | 出力20W BTVケーブルテレビが協力 |
| 平成25年7月28日の島根県と山口県の大雨 （2013年（平成25年）7月28日） | つわのちょうさいがい エフエム （JOYZ8MA-FM）        | 2013年（平成25年）7月29日 - 8月6日                     | 島根県津和野町 津和野町役場（北緯34度32分37.13秒 東経131度50分17.79秒 / 北緯34.5436472度 東経131.8382750度）                                                                      | 出力100W 送信所：道の駅津和野温泉なごみの里から1km西方の県道13号線路上（北緯34度27分1.19秒 東経131度45分6.56秒 / 北緯34.4503306度 東経131.7518222度） サンネットにちはらが協力 ケーブル断線時の災害情報伝達手段を確保するため、町として送信機や手回しラジオ等を準備していた |
| 平成26年8月豪雨 （2014年（平成26年）7月30日 - 8月26日）             | たんばしさいがい エフエム （JOYZ7M-FM）             | 2014年（平成26年）9月16日 - 11月30日                   | 兵庫県丹波市 前山コミュニティセンター（北緯35度13分27.9秒 東経135度6分51.6秒 / 北緯35.224417度 東経135.114333度）                                                                 | 出力15W |
| 平成27年9月関東・東北豪雨 （2015年（平成27年）9月9日 - 11日）       | じょうそうさいがい エフエム （JOYZ3Q-FM）           | 2015年（平成27年）9月14日 - 11月30日                   | 茨城県常総市 常総市役所（北緯36度1分24.5秒 東経139度59分39.5秒 / 北緯36.023472度 東経139.994306度）                                                                               | 出力50W 水戸コミュニティ放送（cFM局）の支援を受け開局 |
| 平成27年9月関東・東北豪雨 （2015年（平成27年）9月9日 - 11日）       | とちぎさいがい エフエム （JOYZ3R-FM）               | 2015年（平成27年）9月15日 - 10月30日                   | 栃木県栃木市 ケーブルテレビ（北緯36度21分18.4秒 東経139度45分34.1秒 / 北緯36.355111度 東経139.759472度）                                                                          | 出力20W 同年11月3日に開局したcFM局が試験放送中に運用 中継局1局 |
| 熊本地震 （2016年（平成28年）4月14日、16日）                        | くまもとさいがい エフエム （JOYZ0O-FM）             | 2016年（平成28年）4月18日 - 30日                       | 熊本県熊本市 熊本シティエフエム（北緯32度47分54.1秒 東経130度42分13.9秒 / 北緯32.798361度 東経130.703861度）                                                                      | 出力20W 熊本シティエフエム（cFM局）の機材及び人的支援を受け開局 |
| 熊本地震 （2016年（平成28年）4月14日、16日）                        | こうささいがい エフエム （JOYZ0P-FM）               | 2016年（平成28年）4月23日 -                            | 熊本県甲佐町 甲佐町役場（北緯32度39分5.72秒 東経130度48分41.27秒 / 北緯32.6515889度 東経130.8114639度）                                                                           | 出力30W 九州総合通信局所有の臨時災害放送用機器を使用 |
| 熊本地震 （2016年（平成28年）4月14日、16日）                        | みふねさいがい エフエム （JOYZ0Q-FM）               | 2016年（平成28年）4月25日 -                            | 熊本県御船町 御船町役場（北緯32度42分52.57秒 東経130度48分6.82秒 / 北緯32.7146028度 東経130.8018944度）                                                                           | 出力30W 信越総合通信局所有の臨時災害放送用機器を使用 |
| 熊本地震 （2016年（平成28年）4月14日、16日）                        | ましきさいがい エフエム （JOYZ0R-FM）               | 2016年（平成28年）4月27日 - 2019年（平成31年）3月26日  | 熊本県益城町 益城町保健福祉センター（北緯32度47分8.1秒 東経130度48分4.7秒 / 北緯32.785583度 東経130.801306度）                                                                    | 出力100W |
| 平成30年7月豪雨 （2018年（平成30年）6月28日 - ）                    | くまのちょうさいがい エフエム （JOYZ8MB-FM）        | 2018年（平成30年）7月14日 - 9月28日                    | 広島県熊野町 熊野町役場（北緯34度20分9.0秒 東経132度35分4.7秒 / 北緯34.335833度 東経132.584639度）                                                                                | 出力50W 中国総合通信局所有の臨時災害放送用機器を使用 |
| 平成30年7月豪雨 （2018年（平成30年）6月28日 - ）                    | さかちょうさいがい エフエム （JOYZ8MC-FM）          | 2018年（平成30年）7月20日 -                            | 広島県坂町 坂町役場（北緯34度20分28.5秒 東経132度30分49.0秒 / 北緯34.341250度 東経132.513611度）                                                                                  | 出力30W 信越または九州総合通信局所有の臨時災害放送用機器を使用 |
| 平成30年7月豪雨 （2018年（平成30年）6月28日 - ）                    | さかちょうこやうらさいがい エフエム （JOYZ8MD-FM）  | 2018年（平成30年）7月20日 -                            | 広島県坂町 小屋浦ふれあいセンター（北緯34度18分7.0秒 東経132度30分33.1秒 / 北緯34.301944度 東経132.509194度）                                                                     | 出力10W 信越または九州総合通信局所有の臨時災害放送用機器を使用 |
| 北海道胆振東部地震 （2018年（平成30年）9月6日）                     | むかわさいがい エフエム （JOYZ1N-FM）               | 2018年（平成30年）9月18日 - 9月30日                    | 北海道むかわ町 むかわ町役場（北緯42度34分29.4秒 東経141度55分35.9秒 / 北緯42.574833度 東経141.926639度）                                                                          | 出力50W 北海道総合通信局所有の臨時災害放送用機器を使用 おながわさいがいエフエム・室蘭まちづくり放送（cFM局）などの支援で開局 |
| 北海道胆振東部地震 （2018年（平成30年）9月6日）                     | あつまさいがい エフエム （JOYZ1O-FM）               | 2018年（平成30年）9月20日 - 2020年（令和2年）12月29日  | 北海道厚真町 厚真町役場（北緯42度43分25.2秒 東経141度52分40.6秒 / 北緯42.723667度 東経141.877944度）                                                                              | 出力50W 北海道総合通信局所有の臨時災害放送用機器を使用おながわさいがいエフエム・FMくしろ（cFM局）などの支援で開局 |
| 令和元年東日本台風 （2019年（令和元年）10月12日）                   | こまえさいがいエフエム （JOYZ3T-FM）                | 2019年（令和元年）10月12日 - 10月13日                  | 東京都狛江市 | 出力2.5W 年内開局予定のcFM局が試験放送中に運用。 閉局後、狛江ラジオ放送（cFM局）開局。 |
| 令和元年東日本台風 （2019年（令和元年）10月12日）                   | だいごさいがいエフエム （JOYZ3U-FM）                | 2019年（令和元年）10月13日 - 10月19日                  | 茨城県大子町 | 出力100W FMぱるるん（cFM局）の支援で開局。 FMだいご（既存cFM局）は浸水で使用不可。 |
| 令和元年東日本台風 （2019年（令和元年）10月12日）                   | ながのしさいがいエフエム （JOYZ4P-FM）              | 2019年（令和元年）11月25日 - 2020年（令和2年）3月31日  | 長野県長野市 長野市役所 | 出力50W 信越総合通信局所有の設備で開局。 市内にcFM局はあるが、別に開局。 |

## 類例
1990年（平成2年）11月からの長崎県・雲仙普賢岳の火山活動に伴い、日本放送協会（NHK）長崎放送局が周辺地域への災害報道のため、大火砕流直前の1991年（平成3年）6月2日、島原中継局を利用した臨時のラジオ放送局「NHK島原放送局」（呼出符号：JOBG、演奏所は島原市・有明学園島原経理学校内）を開設、雲仙普賢岳の状況、気象状況、防災生活情報などを、1回5分、1日数回、第1放送で放送した。1996年（平成8年）3月31日、廃止。